# Maria Eugènia Gay
Maria Eugènia Gay Rosell (Barcelona, 1975) es una jurista y abogada española. Desde el 21 de enero de 2022 fue delegada del Gobierno de España en Cataluña. Del 13 de julio del 2017 al 18 de enero de 2022 fue decana del Ilustre Colegio de la Abogacía de Barcelona (ICAB). En junio de 2023 fue nombrada Teniente de alcalde del Ayuntamiento de Barcelona.

## Trayectoria
Se licenció en Derecho por la Universidad Abat Oliba CEU de Barcelona; posteriormente, en 2006, realizó el máster en Mediación del Ilustre Colegio de la Abogacía de Barcelona.
Especialista en derecho procesal civil, ejerce en los ámbitos del derecho de familia, sucesiones, responsabilidad civil, derecho registral, asociaciones, fundaciones y colegios profesionales. Su trayectoria dentro del Ilustre Colegio de la Abogacía de Barcelona se inició siendo diputada de la Junta de Gobierno bajo el mandato de la decana emérita Sílvia Giménez-Salinas (2005-2009). 
En junio de 2017 fue elegida decana del Ilustre Colegio de la Abogacía de Barcelona sucediendo a Oriol Rusca, quien ocupaba el cargo desde julio del 2013.
Desde julio de 2017 es la presidenta de la Asociación Intercolegial de Colegios Profesionales de Cataluña. 
Graduada en el Negotiation Institute (HNI), de la Harvard Law School, dirigido a desarrollar las habilidades de negociación organización y resolución de conflictos (2018).
Ha impulsado el diseño e implantación del primer plan de Igualdad (2018-2021) dentro del Ilustre Colegio de la Abogacía de Barcelona, hecho por el cual el 2019, la Corporación recibió el premio Women in a Legal World (categoría Igualdad). También ha promovido en la Corporación la realización del foro internacional de debate ‘Women Business & Justice European Forum’ con el objetivo de fortalecer y promover el vínculo profesional de las mujeres de la justicia con la sociedad civil y el mundo empresarial. El julio del 2019 recibió el premio Mujer Jurista del año convocado por el portal jurídico Lawyerpress New, en el marco del IV Congreso de la Abogacía de Barcelona.
Desde julio de 2020 es la presidenta del Consejo de Ilustres Colegios de Abogados de Cataluña y de la Comisión de Mediación de la Fédération des Barreaux de Europe. También es vicepresidenta del Consejo General de la Abogacía Española (CGAE) y a la vez es la representante del Capítulo Español de la World Jurist Association.
En junio de 2021 fue reelegida decana del ICAB por amplia mayoría frente a la candidatura liderada por Gonçal Oliveros considerada soberanista. Entre las nuevas iniciativas que propuso para su reelección fue la creación de un Observatorio de Derechos de la Persona.
El 21 de enero de 2022 tomó posesión del cargo de delegada del Gobierno en Cataluña en sustitución de Teresa Cunillera.
Recibió la medalla de honor que otorga la World Jurist Association en 2021

## Posiciones
Es partidaria del diálogo como vía de solucionar la situación en Cataluña. Se ha posicionado en contra de la independencia y a favor de los indultos a los presos independentistas, señalando que "permiten iniciar una nueva etapa de diálogo y consenso tras años de conflicto".
En su día se mostró crítica con la sentencia del procés, de la que dijo que era "injusta y desproporcionada" y que "no responde a las necesidades de Catalunya", al tiempo que insistió en "la necesidad de volver al diálogo" como vía de solucionar el conflicto catalán.
Defensora de la igualdad considera que "va más allá de una cuestión de género y forma parte ineludible de la justicia y de la realización de los derechos humanos señalando que "sin igualdad no es posible entender la democracia ni el Estado de Derecho." En relación con la violencia contra las mujeres considera que es necesario incorporar nuevos mecanismos de protección de la mujer en la legislación española.